# Міломлин
Міло́млин (пол. Miłomłyn, нім. Liebemühl) — місто в північній Польщі, на  Ельблонзькому каналі.
Належить до Острудзького повіту Вармінсько-Мазурського воєводства.

## Демографія
Демографічна структура станом на 31 березня 2011 року:
|          | Загалом | Допрацездатний вік | Працездатний вік | Постпрацездатний вік |
| -------- | ------- | ------------------ | ---------------- | -------------------- |
| Чоловіки | 1175    | 267                | 823              | 85                   |
| Жінки    | 1241    | 227                | 756              | 258                  |
| Разом    | 2416    | 494                | 1579             | 343                  |